# Petroica bivittata
Petroica bivittata е вид птица от семейство Petroicidae.

## Разпространение
Видът е разпространен в Индонезия и Папуа Нова Гвинея.